# Toxteth Park
Toxteth Park var en civil parish från 1858 till 1922 då den blev en del av Liverpool, i distriktet Liverpool, i grevskapet Lancashire (nu Merseyside), i England. Denna civil parish hade 142 537 invånare år 1921. Toxteth Park var ett distrikt från 1894 till 1895.